# Вильфред
Вильфред Шойтц (нем. Wilfried Scheutz, 24 июня 1950, Бад-Гойзерн — 16 июля 2017) — австрийский поп-рок-певец и композитор, представитель Австрии на конкурсе песни Евровидение 1988. Выступал под сценическим именем Вильфред (нем. Wilfried).

## Биография
Родился в 1950 году в небольшом провинциальном городе Бад-Гойзерн. В 1969 переехал для учёбы в Грац, где и начал музыкальную карьеру. Дебютный сингл «Ziwui Ziwui» был выпущен в 1972 году. В дальнейшем он стал известен как исполнитель австрийских народных песен в современной обработке. В конце 70-х был бас-гитаристом группы Erste Allgemeine Verunsicherung.
В 1988 году представлял Австрию на Евровидении с песней «Lisa Mona Lisa». Хотя выступление прошло неудачно, это не повредило популярности исполнителя, который стал активно работать не только в музыкальной, но и в театральной сфере.
Основатель блюз-бэндов «4Xang» и «Fathers’n’Sons». В 2009 выпустил собственную автобиографию «BuchstabenBlues».
Был женат с 1982 года. Сын — Шон Йован Ганибал (1981 г. р.). Жил с семьёй в Пресбауме.